# تنیس در المپیک تابستانی ۲۰۰۰
تنیس در بازی‌های المپیک تابستانی ۲۰۰۰ نام رویداد ورزش تنیس در بازی‌های المپیک تابستانی بود که در سال ۲۰۰۰ برگزار شد. این مسابقات در دو بخش انفرادی و دو نفره مردان و زنان در سیدنی، استرالیا برگزار شد.

## جدول مدال‌ها
| رتبه | کشور                      | طلا | نقره | برنز | مجموع |
| ۱    | ایالات متحده آمریکا (USA) | ۲   | ۰    | ۱    | ۳     |
| ۲    | روسیه (RUS)               | ۱   | ۱    | ۰    | ۲     |
| ۳    | کانادا (CAN)              | ۱   | ۰    | ۰    | ۱     |
| ۴    | استرالیا (AUS)            | ۰   | ۱    | ۰    | ۱     |
| ۴    | آلمان (GER)               | ۰   | ۱    | ۰    | ۱     |
| ۴    | هلند (NED)                | ۰   | ۱    | ۰    | ۱     |
| ۷    | بلژیک (BEL)               | ۰   | ۰    | ۱    | ۱     |
| ۷    | فرانسه (FRA)              | ۰   | ۰    | ۱    | ۱     |
| ۷    | اسپانیا (ESP)             | ۰   | ۰    | ۱    | ۱     |